# まろまゆ
『まろまゆ』は氷川へきるによるギャグ漫画作品。『電撃萌王』（メディアワークス→アスキー・メディアワークス）に連載されていた。
『ぱにぽに』の登場人物の1人である桃瀬くるみを主人公として「喫茶エトワール」での日常を描いた作品である。

## 概要
東京都大田区の桃月西口商店街（架空の商店街）にある喫茶店「喫茶エトワール」を主な舞台として展開されるギャグ漫画。主人公の桃瀬くるみを始めとして、キャラクターや舞台設定が『ぱにぽに』など他の氷川へきる作品と共通なため、他の作品と話の内容がリンクする場合もある。掲載誌が『ぱにぽに』が連載されている『月刊Gファンタジー』よりも更にマニアックな雑誌であるため、『ぱにぽに』よりもマニアックなパロディネタ、ギャグが多い。
各話の基本的な構成は表題（4コマぶち抜き）、ストーリー4コマ形式の4コマ漫画が数本、最後の1ページでは1ページ漫画もしくはなんらかの情報ページ（「喫茶エトワール」の求人広告など）が使われる。
ぱにぽにのアニメ版『ぱにぽにだっしゅ!』でも本作のキャラクターが登場することがあり、特に第18話ではまろまゆのキャラクターである妙子がメインとなり、終盤は「喫茶エトワール」を舞台に展開する内容となった。

## 小ネタ
- 『ぱにぽにだっしゅ!』第20話作中の「南条グループCM」（日立グループ企業CM「日立の樹」のパロディ）の中に、南条グループ傘下企業として「喫茶エトワール」の名前があった。なお実際の設定で南条グループ傘下なのかは、現在のところ不明。
- 通常、『ぱにぽに』においては極力実在の人物の名前は出さなかったり、それを匂わせるような名前に変えたりするものだが、本作においては『ヴァンドレッド』など実在するアニメ作品が、店長の所持するDVDなどを通じて出てくる。また過去には声優の大原さやかも、名前だけだが登場している。
- 17話に『ニニンがシノブ伝』のサスケが登場したが、原作者の許可は取っているとのこと。

## ドラマCD
2006年9月22日にフロンティアワークスより発売。また、本作の「特別編」CDが電撃萌王2006年10月号の付録となっている。キャスティングは原作『ぱにぽに』のドラマCD版を踏襲しており、アニメ版『だっしゅ!』のキャスティングとは異なる。

### キャスト
- くるみ：川澄綾子
- 店長：藤原啓治
- 魔法少女猫：松岡由貴
- 妙子：後藤邑子
- 棟梁：石井康嗣
- 玲：雪野五月
- カッパ：津久井教生
- ツバサ：神田朱未
- ユナ：松来未祐
- マカポン：今野宏美
- 先生：斎藤千和
- 外国人：鈴木達央
- 格闘家：出村貴
- 司会：土門仁

## 単行本
電撃コミックスEX　アスキー・メディアワークス　全2巻
- 第1巻 初版 2005年6月10日 ISBN 9784840230988
- 第2巻 初版 2008年8月10日 ISBN 9784048672474

### まろまゆR（電子リニューアル版）
新規描きおろしページを追加したセルフパブリッシングの電子書籍として、Kindleストア専売で発売された
- 『まろまゆR（1巻）: 電子リニューアル版』 2025年5月13日 ASIN B0F8NHWHNG
- 『まろまゆR（2巻）: 電子リニューアル版』 2025年5月13日 ASIN B0F8NH9C36